# Шафиитский мазхаб
Шафии́тский мазха́б (араб. المذهب الشافعي‎) — одна из правовых школ в суннитском исламе, основателем которой является Мухаммад ибн Идрис аш-Шафии. Этот мазхаб сложился под сильным влиянием ханафитского и маликитского мазхабов и воспринял их особенности.

## Распространение
Начиная со 199 года хиджры (821 год н. э.) шафиитский мазхаб приобрёл большую популярность в Египте. Длительное время он преобладал в Иране и сохранил последователей, несмотря на то, что официальной идеологией государства является сегодня шиизм. В Ираке и Мавераннахре шафиитский мазхаб спорил в популярности с ханафитским. Сегодня он является доминирующим в Сирии, Ливане, Палестине и Иордании, имеет многочисленных последователей в Ираке, Пакистане, Индии, Малайзии, Брунее и бо́льшей части Индонезии, на крайнем юге Таиланда и мусульманской части Филиппин. В Российской Федерации шафиитский мазхаб ислама доминирует в Чечне, Ингушетии и бо́льшей части Дагестана (нигде кроме этих трёх республик, данный мазхаб не распространён на территории постсоветского пространства). Шафиитский мазхаб популярен среди уйгурской диаспоры в Кыргызстане.Шафиитский мазхаб преобладает в северных регионах Азербайджана и встречается среди талышей в южной части Азербайджана. Положения шафиитского мазхаба легли в основу законодательства Сомали, Коморских Островов и других исламских государств.

## Шафиитская литература
- Мухаммад аш-Шафии, «Китаб аль-Умм», «ар-Рисаля»;
- Абу Ибрахим аль-Музани, «Мухтасар аль-Музани»
- Абу Хамид аль-Газали, «аль-Мустасфа мин ильм аль-усуль»[5];
- Абу Шуджа аль-Исфахани, «Гаят ат-такриб»;
- Мухйиддин ан-Навави, «Минхадж ат-Талибин[араб.]»;
- Ибн Хаджар аль-Хайтами «Тухфат аль-Мухтадж би шарх аль-Минхадж»
- Ахмад ибн Накиб аль-Мисри, «Умдат ас-Салик ва Уддат ан-Насик».